# カイ・ストローム
カイ・ストローム（Kai Stroem、1998年1月21日 - ）は、トップリーグNECグリーンロケッツに所属するラグビーユニオン選手。

## プロフィール
- ドイツ出身[1]。
- ポジションはフッカー(HO)。
- 身長 181cm、体重 105kg
- フィリピン代表に選ばれたことがある[2]。

## 略歴
ノース・ショアを経て、2019年、NECグリーンロケッツに加入。
2020年2月1日に行われたジャパンラグビートップリーグ第4節のサントリーサンゴリアス戦に途中出場で日本での公式戦初出場を果たした。